# سارة ألتو
سارة ألتو (Saara Aalto) من مواليد 2 مايو 1987.هي مغنية وكاتبة أغاني وممثلة بالصوت ،تعرف باحتلالها المركز الثاني في مسابقة ذا إكس فاكتور سنة 2016.

## روابط خارجية
- سارة ألتو على موقع IMDb (الإنجليزية)
- سارة ألتو على موقع ميوزك برينز (الإنجليزية)
- سارة ألتو على موقع أول ميوزيك (الإنجليزية)
- سارة ألتو على موقع ديسكوغز (الإنجليزية)